# Zapora Tablachaca
Zapora Tablachaca – zapora wodna o wysokości 180 m na rzece Mantaro w Peru. Na zaporze zainstalowana jest elektrownia wodna wytwarzająca około 30% energii zużywanej w Peru. Zapora Tablachaca posiada unikatową konstrukcję. W porze suchej, przez pięć lub sześć miesięcy, rzeka kierowana jest pod ziemię. Mantaro płynie wtedy długim na 25 km tunelem i po napędzeniu turbin wypływa około kilometra poniżej zapory.